# 藤堂虎高
藤堂 虎高（とうどう とらたか）は、戦国時代から安土桃山時代の武将。近江犬上郡藤堂村の土豪。子に藤堂高虎など。愛智氏を称したこともある。

## 生涯
永正13年（1516年）、近江鯰江の住人三井乗綱（定虎）の次男として生まれた。藤原姓三井氏にあたり、江戸時代の豪商・三井家や江戸時代の大名家・藤原姓毛利氏（鯰江氏）らも近縁の可能性がある。
16歳頃から若くして近江を離れて甲斐の武田氏に仕え、才を寵愛されて主君の武田信虎より「虎」の偏諱を授かるほどになったが、2，3年後故あって武田家を離れた（巷説では若い他国者の出世に対する同僚の嫉妬とされる）。また越後の長尾為景に一時期仕えたともいう。
近江に帰国後、藤堂忠高の婿養子となった。 婿養子先の藤堂家は在地の土豪といえども、虎高の代には犬上郡数村を支配する程度であった。はじめ京極氏、後に浅井氏に仕えた。長男の高則は早くに戦死した。次男の高虎が出世していく過程で、自然とその家中に編入された。豊臣秀長の家臣になったか食客なのかは資料が無く不詳となっている。家督を高虎に譲った後、故郷の白雲山を偲んで白雲斎と号した。

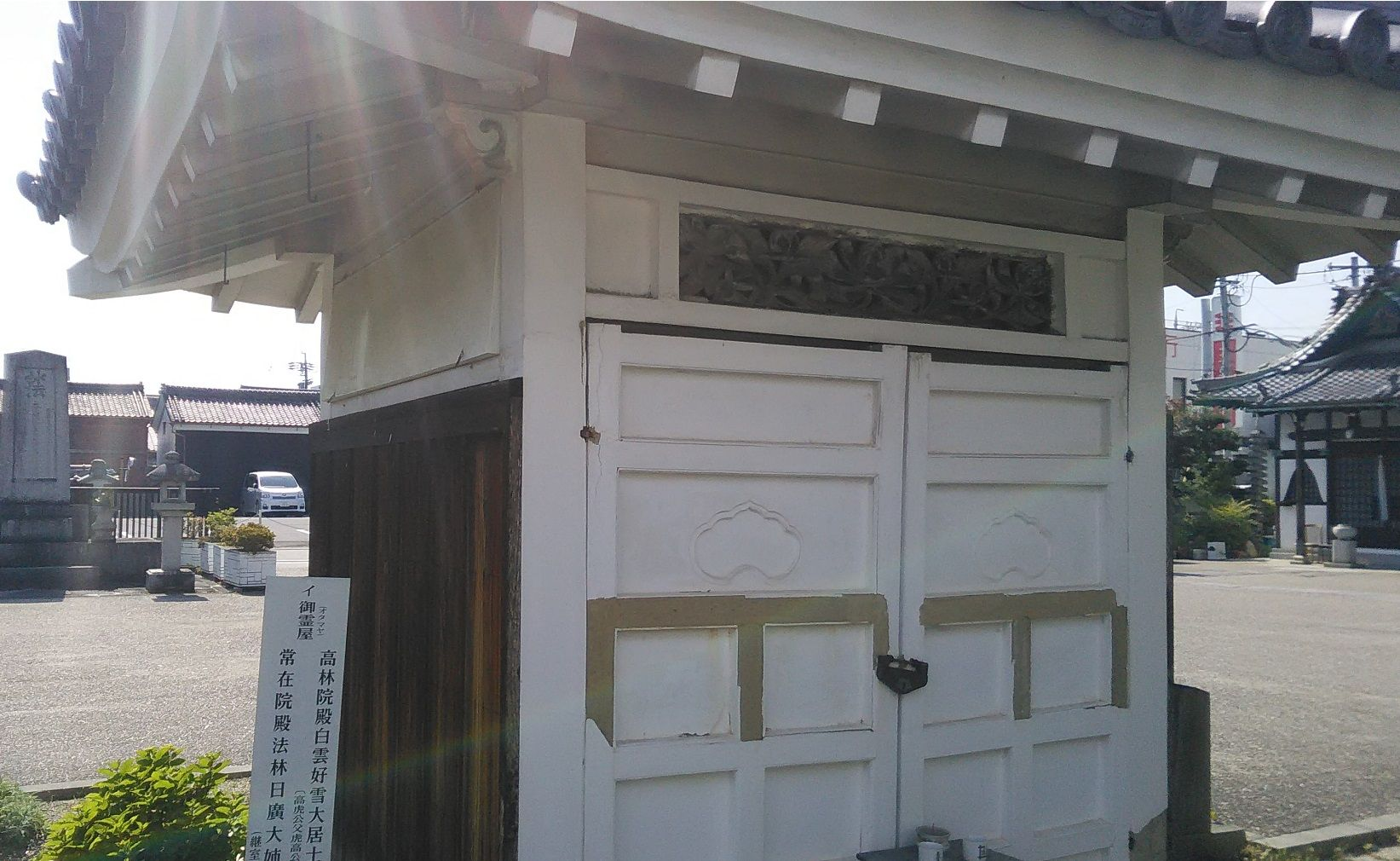
藤堂虎高廟(伊賀市上行寺)

慶長4年（1599年）、高虎の領地である伊予宇和島城で死去した。享年84。